# .geo

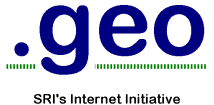
Logo domeny internetowej .geo

.geo – internetowa domena najwyższego poziomu zaproponowana w 2000 roku przez SRI International dla stron internetowych skojarzonych z miejscami na kuli ziemskiej. Adres zawiera współrzędne geograficzne "kwadratu" siatki kartograficznej, nazwę organizacji ("rejestr") zajmującej się prezentowaniem danych i nazwę instytucji położonej w danym miejscu, np. restauracja-u-babci.rejestr.2e4n.10e50n.geo. Istnieją też adresy dynamiczne dla poruszających się obiektów, np. aircraft-123.id.geo wskazuje na miejsce przebywania samolotu o wewnętrznym identyfikatorze 123.